# 11-я кавалерийская дивизия (Российская империя)
11-я кавалерийская дивизия — кавалерийское соединение в составе Русской императорской армии.
Штаб дивизии: Дубно. С 1876 года входила в 11-й армейский корпус.

## История дивизии

### Формирование
- 1875—1918 — 11-я кавалерийская дивизия

### Боевые действия
- В период Первой мировой войны дивизия участвовала в Рава-Русской операции 1914 г.[1] и в Ровенской операции 1915 г.[2]

## Состав дивизии
- 1-я бригада (Дубно)
  - 11-й драгунский Рижский полк

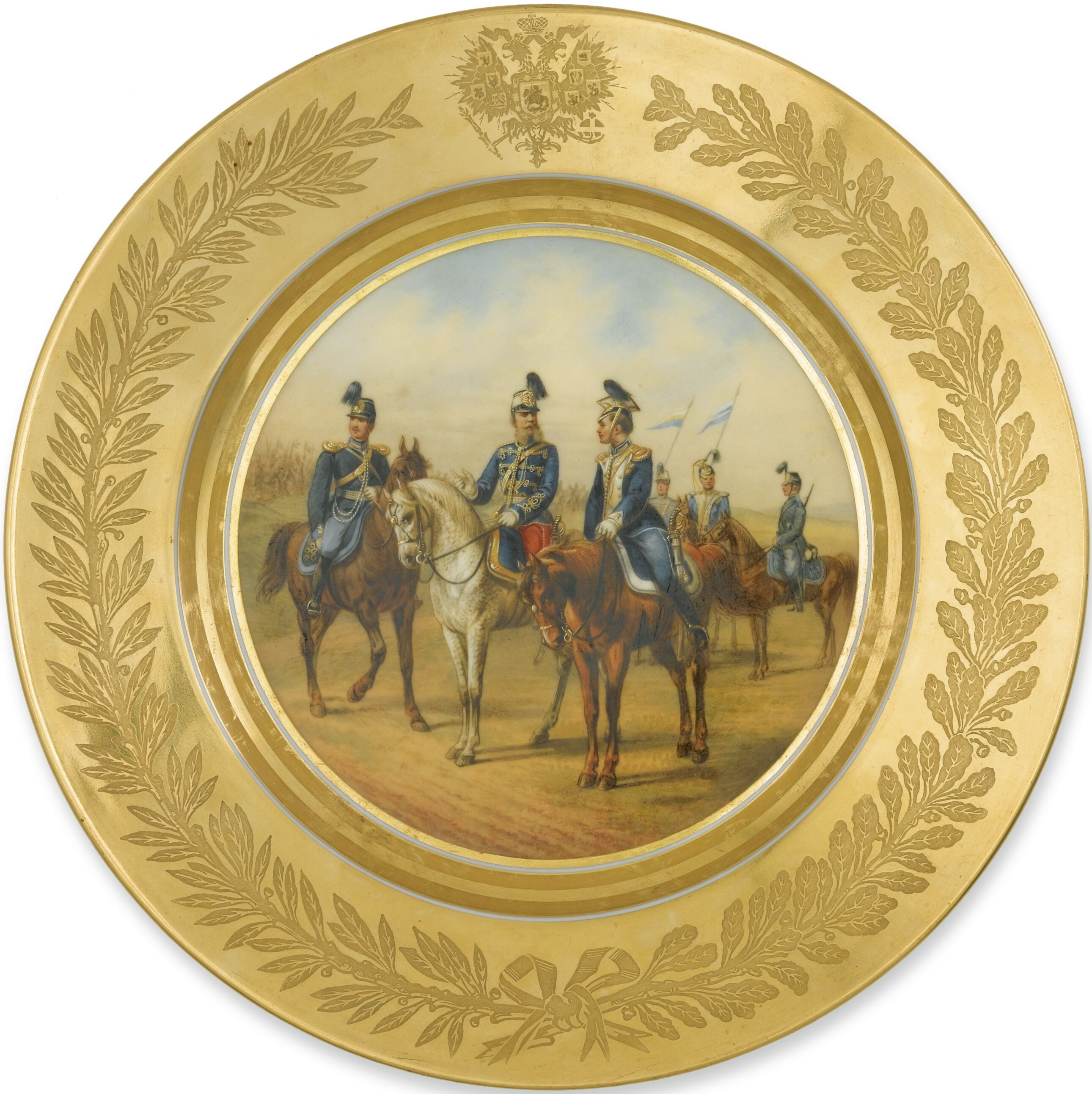
Военнослужащие 11-й кавалерийской дивизии. Слева направо: офицер 11-го Рижского драгунского полка, офицер 11-го Изюмского гусарского полка и офицер 11-го Чугуевского уланского полка, 1883 г.

  - 11-й уланский Чугуевский Е. И. В. Государыни Императрицы Марии Феодоровны полк
- 2-я бригада (Луцк)
  - 11-й гусарский Изюмский генерала Дорохова, ныне Е. К. В. Принца Генриха Прусского полк
  - 12-й Донской казачий генерал-фельдмаршала князя Потёмкина-Таврического полк
- 11-й конно-артиллерийский дивизион (Дубно)

## Командование дивизии
(Командующий в дореволюционной терминологии означал временно исполняющего обязанности начальника или командира. Должности начальника дивизии соответствовал чин генерал-лейтенанта, и при назначении на эту должность генерал-майоров они как правило оставались командующими до момента своего производства в генерал-лейтенанты). 

### Начальники дивизии
- 27.07.1875 — 05.08.1881[3] — генерал-майор (с 30.08.1876 генерал-лейтенант) Татищев, Леонид Александрович
  - в 1878 — генерал-майор Гильдебрандт, Платон Иванович (временно)
- 31.08.1881 — 01.08.1884[~ 1] — генерал-майор (с 06.05.1884 генерал-лейтенант) барон Штакельберг, Константин Антонович
- 10.10.1884 — 08.02.1895 — генерал-майор (с 30.08.1886 генерал-лейтенант) Тер-Асатуров, Дмитрий Богданович
- 17.02.1895 — 25.10.1901 — генерал-майор (с 06.12.1895 генерал-лейтенант) Санников, Сергей Иванович
- 30.01.1902 — 24.12.1903 — генерал-лейтенант фон Бадер, Эдмунд Карлович
- 03.02.1904 — 10.01.1905 — командующий генерал-майор Карганов, Адам Соломонович
- 10.01.1905 — 21.08.1906[~ 2] — генерал-майор (с 11.01.1906 генерал-лейтенант) Крыжановский, Дмитрий Викторович
- 17.10.1906 — 03.05.1910 — генерал-лейтенант Рутковский, Пётр Константинович
- 03.05.1910 — 22.10.1914 — генерал-лейтенант Де-Витт, Лев Владимирович
- 22.10.1914 — 03.11.1915 — генерал-лейтенант Вельяшев, Леонид Николаевич
- 03.11.1915 — хх.хх.1917 — генерал-майор (с 15.06.1917 генерал-лейтенант) барон фон Дистерло, Николай Александрович

### Начальники штаба дивизии
- 27.07.1875 — 22.10.1876 — полковник Гец, Дмитрий Николаевич
- 22.10.1876 — 06.03.1882 — полковник Баиов, Константин Алексеевич
- 03.04.1882 — 23.11.1887 — полковник Скальковский, Аполлон Глебович
- 26.11.1887 — 19.03.1891 — полковник Рузский, Николай Владимирович
- 26.03.1891 — 07.08.1892 — полковник Арбузов, Николай Михайлович
- 14.08.1892 — 07.01.1894 — полковник Измайлович, Иосиф Фелицианович
- 10.01.1894 — 26.07.1894 — полковник Гарнак, Александр Леонтьевич
- 17.08.1894 — 18.03.1895 — полковник Шульц, Дмитрий Львович
- 07.04.1895 — 16.09.1899 — полковник Прасалов, Владимир Порфирьевич
- 16.09.1899 — 25.11.1899 — полковник Клембовский, Владислав Наполеонович
- 21.12.1899 — 25.01.1902 — полковник Язвицкий, Алексей Степанович
- 02.02.1902 — 21.01.1905 — полковник Новицкий, Николай Николаевич
- 07.04.1905 — 03.09.1905 — и. д. подполковник Венецкий, Георгий Николаевич
- 21.09.1905 — 11.05.1907 — полковник Ладыженский, Гавриил Михайлович
- 14.05.1907 — 21.12.1912 — полковник Краснокутский, Николай Владимирович
- 21.12.1912 — 21.04.1914 — полковник Линицкий, Александр Иванович
- 15.05.1914 — 01.12.1915 — полковник Моравицкий, Константин Александрович
- 24.12.1915 — 15.04.1916 — и. д. полковник Поляков, Никита Андреевич
- 15.04.1916 — 27.08.1916 — и. д. полковник фон Крузенштерн, Оттон Акселевич
- 27.08.1916 — 04.01.1917 — и. д. полковник Тиличеев, Сергей Михайлович
- 14.01.1917 — 05.05.1917 — полковник Матковский, Алексей Филиппович
- 09.05.1917 — 03.09.1917 — полковник Прохоров, Сергей Дмитриевич
- 03.09.1917 — хх.хх.хххх — и. д. полковник Нелидов, Алексей Леонтьевич

### Командиры 1-й бригады
- 27.07.1875 — хх.04.1880 — генерал-майор Гильдебрант, Платон Иванович
- 20.04.1880 — 24.02.1884 — генерал-майор Парфёнов, Александр Демидович
- 23.03.1884 — 18.03.1896 — генерал-майор Лесли, Александр Александрович
- 01.04.1896 — 13.11.1896 — генерал-майор Дубенский, Александр Николаевич
- 13.11.1896 — 02.08.1903 — генерал-майор Пахален, Владимир Александрович
- 04.09.1903 — 14.12.1904 — генерал-майор Зарубин, Николай Александрович
- 14.01.1905 — 07.05.1910 — генерал-майор Дебогорий-Мокриевич, Василий Павлович
- 07.05.1910 — 23.03.1914 — генерал-майор Вельяшев, Леонид Николаевич
- 23.03.1914 — 09.05.1917 — генерал-майор Мономахов, Александр Владимирович
- 09.05.1917 — хх.хх.хххх — генерал-майор Афросимов, Михаил Александрович

### Командиры 2-й бригады
- 27.07.1875 — 06.10.1875 — генерал-майор Арнольди, Александр Иванович
- 06.10.1875 — 20.04.1880 — генерал-майор Петровский, Александр Фёдорович
- 20.04.1880 — 17.07.1888 — генерал-майор Дмитров, Пётр Васильевич
- 24.07.1888 — 05.08.1892 — генерал-майор Гомолицкий, Флор Викторович
- 17.08.1892 — 16.01.1901 — генерал-майор Назимов, Николай Павлович
- 26.03.1901 — 01.11.1902 — генерал-майор Цуриков, Афанасий Андреевич
- 19.12.1902 — 03.04.1907 — генерал-майор Цуриков, Владимир Андреевич
- 28.05.1907 — 09.10.1907 — генерал-майор Воронов, Павел Павлович
- 01.12.1907 — 07.05.1910 — генерал-майор Вельяшев, Леонид Николаевич
- 02.06.1910 — 09.12.1912 — генерал-майор Каледин, Алексей Максимович
- 10.01.1913 — 03.11.1915 — генерал-майор Розалион-Сошальский, Георгий Петрович
- 20.11.1915 — 14.08.1916 — генерал-майор Данилов, Александр Сергеевич
- 14.08.1916 — 21.02.1917 — генерал-майор Бюнтинг, Алексей Георгиевич
- 27.02.1917 — хх.хх.хххх — полковник (с 05.08.1917 генерал-майор) фон Шведер, Эдуард-Павел-Михаил Николаевич

### Командиры 11-го конно-артиллерийского дивизиона
- 16.08.1895 — 29.11.1898 — полковник Стоянов, Михаил Павлович
- 04.02.1899 — 04.12.1900 — полковник Кравцов, Александр Михайлович
- 13.02.1901 — 11.02.1904 — полковник Золотарёв, Иван Иванович
- 28.02.1904 — 20.02.1906 — полковник Садовский, Яков Александрович
- 13.03.1906 — 02.11.1908 — полковник Жабыко, Виктор Кириллович
- 02.11.1908 — 07.02.1911 — полковник Качинский, Антон Викторович
- 21.03.1911 — 17.03.1912 — полковник Гоголь-Яновский, Николай Иванович
- 17.03.1912 — 29.09.1916 — полковник Баньковский, Владимир Александрович
- 08.10.1916 — хх.хх.хххх — полковник Богомолец, Николай Фёдорович

## Интересные сведения
В составе 12-го Донского казачьего полка 11-й кавалерийской дивизии служил главный герой романа «Тихий Дон» Григорий Мелехов.

## Комментарии
1. ↑  Умер в должности. Высочайшим приказом от 23.08.1884 исключен из списков умершим.
2. ↑  Умер в должности, исключён из списков умершим 09.09.1906.